# Järvselja
Järvselja este o arie protejată (arie specială de conservare — SAC, sit de importanță comunitară — SCI) din Estonia întinsă pe o suprafață de 187,9 ha, integral pe uscat.

## Localizare
Centrul sitului Järvselja este situat la coordonatele 58°16′36″N 27°19′23″E / 58.2767°N 27.3231°E.

## Înființare
Situl Järvselja a fost declarat sit de importanță comunitară în aprilie 2004 pentru a proteja 1 specie de plante. Situl a fost protejat și ca arie specială de conservare în aprilie 2006.

## Biodiversitate
Situată în ecoregiunea boreală, aria protejată conține 5 habitate naturale: Taiga vestică, Păduri caducifoliate bătrâne naturale hemiboreale fino-scandinave (Quercus, Tilia, Acer, Fraxinus sau Ulmus) bogate în specii epifite, Păduri fino-scandinave bogate în ierburi cu Picea abies, Păduri caducifoliate de mlaștină fino-scandinave, Mlaștini împădurite.
La baza desemnării sitului se află o specie protejată de  plante: Cinna latifolia.
Pe lângă speciile protejate, pe teritoriul sitului au mai fost identificate 2 specii de plante.